# Pleioblastus viridistriatus
Pleioblastus viridistriatus (Synonym: Arundinaria viridistriata) ist eine niedrige, verholzende Bambus-Art, die im gemäßigten Klima gedeiht. Herkunftsland ist Japan, sie wird jedoch auch in Mitteleuropa als Zierpflanze verwendet.

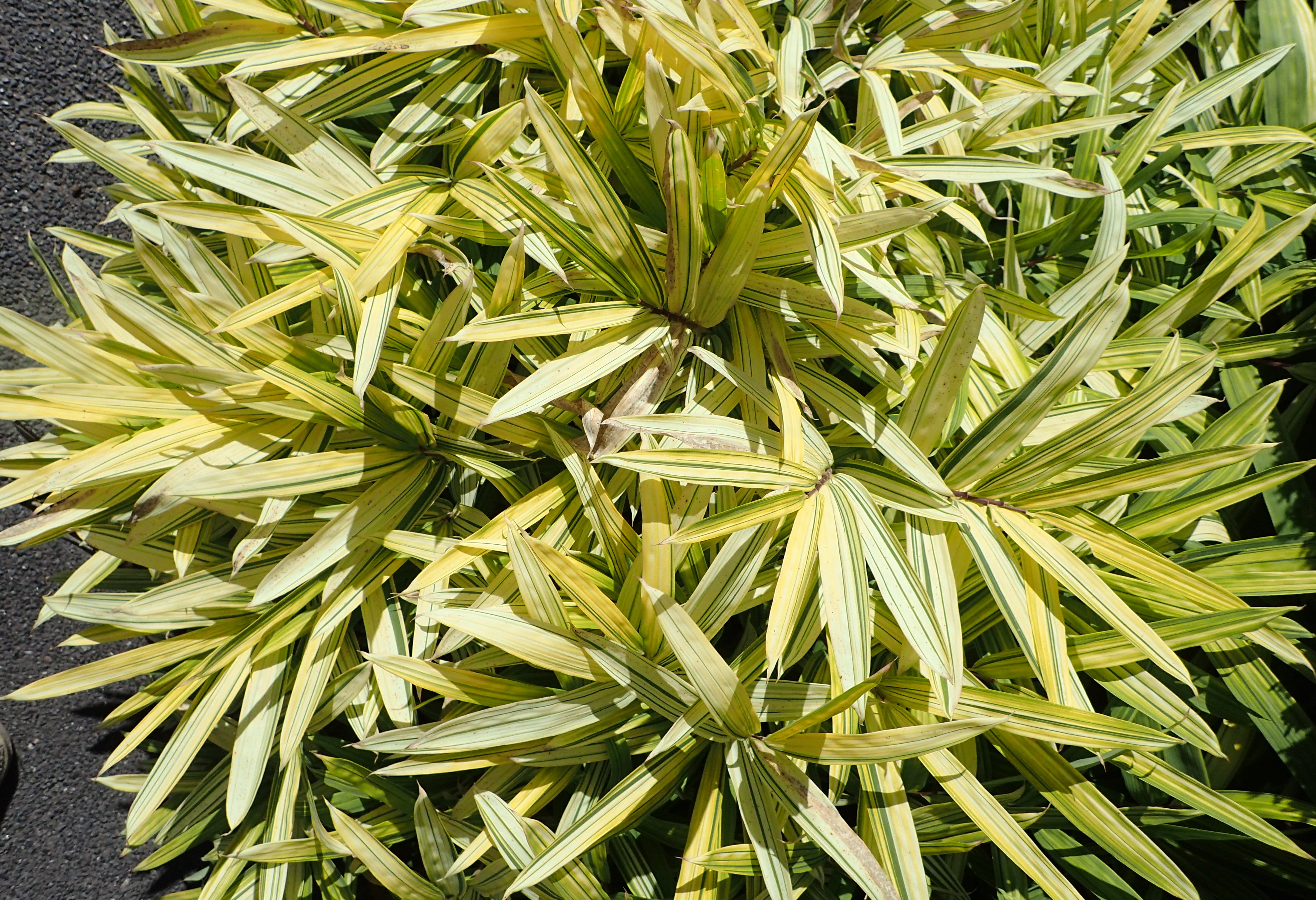
Habitus

## Beschreibung
Pleioblastus viridistriatus ist mehrjährig und bildet leptomorphe Rhizome. Die verholzenden Halme wachsen aufrecht, werden 20 bis 60 Zentimeter lang und haben einen Durchmesser von 1 bis 2 Millimetern. Die Internodien sind stielrund, hohl und unter dem Knoten ebenso wie die Halmknoten selbst flaumig behaart. Es werden keine oder nur wenige seitliche Äste gebildet. Die Halmblattscheiden sind fein flaumhaarig mit zurückgebogenen Haaren. Die Halmblattspreiten sind lanzettlich, etwa 0,5 Zentimeter lang und stehen aufgerichtet. Die Laubblattscheiden sind ebenfalls fein flaumig behaart. Das Blatthäutchen ist häutig und kann bewimpert sein. Die Laubblattspreite ist mit einer kurzen, stielähnlichen Basis mit der Laubblattscheide verbunden (Süßgräser bilden keine Blattstiele). Die Spreite ist lanzettlich, 15 bis 20 Zentimeter lang und 15 bis 25 Millimeter breit, mittelgrün bis gelblich grün und gestreift. Beide Spreitenseiten sind dicht, flaumig behaart. Das Spreitenende ist zugespitzt. Die Art verliert im Winter das Laub.
Die Blütenstände bestehen aus wenigen Ährchen, wobei ein bis drei Ährchen fruchtbar und gestielt sind. Die fruchtbaren Ährchen haben sechs bis 8 Blütchen mit einem nicht voll ausgebildeten Blütchen an der Spitze. Die Ährchen sind linealisch geformt, seitlich abgeflacht und 40 bis 50 Millimeter lang. Es wird eine bleibende Hüllspelze gebildet. Sie ist kürzer als das Ährchen, lanzettlich, 10 bis 23 Millimeter lang, häutig, ungekielt, siebenfach geadert und zugespitzt. Eine weitere, darunter liegende kann vorhanden sein, ist jedoch unscheinbar. Je fertilem Blütchen wird eine elliptische, 13 bis 15 Millimeter lange, siebenfach geaderte, häutige, zugespitzte Deckspelze ohne Kiel gebildet. Die Vorspelze ist etwa gleich lang wie die Deckspelze. Das an der Spitze wachsende unfruchtbare Blütchen ähnelt den fruchtbaren, ist jedoch nicht voll entwickelt. Je Blüte werden drei Schwellkörper, drei Staubblätter und drei Narben gebildet. Die Früchte sind Karyopsen mit haftendem Perikarp und einer Spitze ohne Anhängsel.

## Verbreitung
Die Art stammt aus Japan und wird auch in den Vereinigten Staaten und Neuseeland kultiviert.

## Systematik
Pleioblastus viridistriatus ist eine Bambus-Art aus der Gattung Pleioblastus, die der Tribus Arundinarieae der verholzenden Bambusarten der gemäßigten Klimazonen zugerechnet wird. Sie wurde 1867 von Eduard August von Regel als Bambusa viridistriata (Basionym) in Index Seminum (LE, Petropolitanus) Jahrgang 1866 Site 77 erstbeschrieben. Die Art wurde 1926 von Makino Tomitarō in Journal of Japanese Botany. [Shokubutsu Kenkyu Zasshi] Band 3 Seite 11 als Pleioblastus viridistriatus (Regel) Makino in die Gattung Pleioblastus gestellt. Häufig wird sie auch unter dem Synonym Arundinaria viridistriata (Regel) Makino ex Nakai der Gattung Arundinaria zugeordnet.
Weitere Synonyme der Art sind:
Arundinaria auricoma Mitford, Arundinaria fortunei var. aurea (Carrière) Bean, Arundinaria variabilis var. viridistriata (Regel) Matsum., Arundinaria variegata var. viridistriata (Regel) Makino, Arundinaria viridistriata f. chrysophylla (Makino) Nemoto, Bambusa fortunei var. aurea Carrière, Pleioblastus auricomus (Mitford) D.C.McClint., Pleioblastus viridistriatus f. chrysophyllus Makino, Pseudosasa auricoma (Mitford) Bergmans, Sasa auricoma (Mitford) E.G.Camus, Sasa viridistriata (Regel) Fiori und Sasaella viridistriata (Regel) Nakai.

## Verwendung
In Mitteleuropa wird Pleioblastus viridistriatus in Beeten, als Randbepflanzungen oder als Kübelpflanze verwendet. Auffallend ist sein leuchtendes Laub, das im Winter abfällt und bei praller Sonne geschädigt wird. Die Art verträgt Frost bis zu etwa −22° Celsius.